# Processament per feix d’electrons

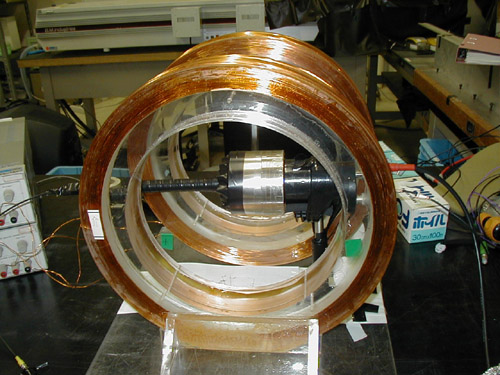
Bobina de Helmholtz capaç de ser emprada en EBI

El processament per feix d'electrons o irradiació d'electrons (EBI) és un procés que consisteix en utilitzar electrons, generalment d'alta energia, per tractar un objecte amb diversos propòsits. Es pot produir en temperatures elevades i atmosfera de nitrogen. Entre els possibles usos per a la irradiació d'electrons s'hi inclouen esterilitzacions i reticulacions de polímers.

## Descripció
Les energies d'electrons varien normalment de la gamma keV a MeV, depenent de la profunditat de penetració necessària. La dosi d'irradiació es mesura normalment en grisos però també en Mrads (1 Gy equival a 100 rad).
A la figura s'il·lustren els components bàsics d'un dispositiu de processament de feixos electrònics típic. S'utilitza una pistola d'electrons (formada per un càtode, una quadrícula i un ànode) per generar i accelerar el feix primari. S'utilitza un sistema òptic (enfocament i deflexió) magnètic per controlar la forma en què el feix d'electrons afecta el material que es processa (la "peça de treball"). En funcionament, el càtode de la pistola és la font d'electrons emesos tèrmicament, que s'accelera i es conformen en un feix col·limat per la geometria del camp electroestàtic establerta per la configuració de l'elèctrode de la pistola (quadrícula i ànode) utilitzada. El feix d'electrons surt aleshores del conjunt de la pistola a través d'un forat de sortida de l'ànode del pla terrestre amb una energia igual al valor de l'alta tensió negativa (tensió de funcionament de la pistola) aplicada al càtode. L'ús d'un voltatge d'alta tensió directe per produir un feix d'electrons d'alta energia permet la conversió de la potència elèctrica d'entrada a la potència del feix a una eficiència superior al 95%, fent que el processament de materials amb feixos d'electrons sigui una tècnica d'alta eficiència energètica. Després de sortir de la pistola, el feix passa per un sistema electromagnètic de lentilles i bobines. La lent s'utilitza per produir un punt de raig enfocat o desenfocat sobre la peça, mentre que la bobina de desviació s'utilitza per situar el punt de biga en un lloc estacionari o proporcionar alguna forma de moviment oscil·lador.
En els polímers, es pot utilitzar un feix d'electrons sobre el material per induir efectes com la escissió de la cadena (que fa que la cadena del polímer sigui més curta) i la reticulació. El resultat és un canvi en les propietats del polímer, que té com a objectiu ampliar la gamma d'aplicacions del material. Els efectes de la irradiació també poden incloure canvis en la cristalinitat, així com en la microestructura. Normalment, el procés d'irradiació degrada el polímer. Els polímers irradiats de vegades es poden caracteritzar mitjançant DSC, XRD, FTIR o SEM.
En copolímers poli (fluorur-trifluoroetilè) de poli (vinilidè fluorur-trifluoroetilè), la irradiació d'electrons d'alta energia disminueix la barrera energètica per a la transició en fase ferroelèctrica-paraelèctrica i redueix les pèrdues d'histeresi de polarització del material.
El processament per feixos d'electrons implica irradiació (tractament) de productes mitjançant un accelerador de feix d'electrons d'alta energia. Els acceleradors de raig d'electrons utilitzen una tecnologia on-off, amb un disseny comú similar al d'una televisió de raigs catòdics.
El processament de feixos d'electrons s'utilitza a la indústria principalment per a tres modificacions de productes: 
- Reticulació de productes a base de polímers per millorar propietats mecàniques, tèrmiques, químiques i altres,
- Degradació de materials sovint utilitzada en el reciclatge de materials,
- Esterilització de productes mèdics i farmacèutics.[4]

La nanotecnologia és una de les noves àrees de creixement més ràpides en ciències i enginyeria. La radiació és una eina aplicada de forma precoç en aquesta zona; la disposició d'àtoms i ions s'ha realitzat amb raigs d'ions o electrons durant molts anys. Les noves aplicacions es refereixen a la síntesi de nanocluster i nanocomposites.

## Reticulació
La reticulació de polímers mitjançant processament de feixos d'electrons canvia un material termoplàstic en un termoset. Quan els polímers es reticulen, el moviment molecular queda greument impedit, el que fa que el polímer sigui estable contra la calor. Aquesta unió de molècules és l'origen de tots els avantatges de la reticulació, inclosa la millora de les següents propietats: 
- Tèrmica: resistència a la temperatura, envelliment, impacte a baixa temperatura, etc.
- Mecànic: resistència a la tracció, mòdul, resistència a l'abrasió, qualificació de pressió, resistència al fluix, etc.
- Química: resistència a les esquerdes, etc.
- Un altre: propietats de la memòria per contracció tèrmica, coeficient de temperatura positiu, etc.

La reticulació és la interconnexió de molècules llargues adjacents amb xarxes d'enllaços induïts per tractament químic o tractament amb feixos d'electrons. El processament amb feixos d'electrons de material termoplàstic dona lloc a una sèrie de millores, com ara l'augment de la resistència a la tracció i la resistència a l'abrasió, l'esquerdament d'esforços i els dissolvents. Els reemplaçaments de juntes, com ara genolls i malucs, es fabriquen a partir de polietilè de ultra-alt pes molecular relacionat entrellaçat a causa de les excel·lents característiques de desgast a causa d'una àmplia investigació.
Els polímers comunament reticulats mitjançant el procés d'irradiació del feix d'electrons inclouen clorur de polivinil (PVC), poliuretàs termoplàstics i elastòmers (TPUs), polifutilè tereftalat (PBT), poliamides / niló (PA66, PA6, PA11, PA12), fluorur de polivinilidè (PVDF), polimetilpentè (PMP), polietilens (LLDPE, LDPE, MDPE, HDPE, UHMW PE), i copolímers d' etilè com acetat d'etilè-vinil (EVA) i tetrafluoroetilè d'etilè (ETFE). Alguns dels polímers utilitzen additius per fer que el polímer sigui més fàcilment irradiable i reticulable.
Un exemple de peça reticulada de feix d'electrons és un connector fabricat en poliamida dissenyat per suportar les temperatures més altes necessàries per a la soldadura amb la soldadura sense plom requerida per la iniciativa RoHS.
Les canonades de polietilè reticulades anomenades PEX s'utilitzen habitualment com a alternativa a les canonades de coure per a les línies d'aigua en la construcció d'habitatges més recent. Les canonades PEX superen el coure i presenten característiques de rendiment superiors al coure de moltes maneres.
L'escuma també es produeix mitjançant processament de raigs d'electrons per produir un producte de gran qualitat, de cèl·lules fines i estèticament agradable.

## Unió en cadenes-llargues
Els pellets de resina que s'utilitzen per produir l'escuma i les peces termoformades es poden processar amb raig d'electrons a un nivell de dosi més baix que quan es produeix la reticulació i els gels. Aquests pellets de resina, com el polipropilè i el polietilè, es poden utilitzar per crear escumes de menor densitat i altres parts, ja que augmenta la "resistència a la fusió" del polímer.

## Segmentació cadenes
També es pot obtenir la segmentació de la cadena o la degradació del polímer mitjançant el processament del feix d'electrons. L'efecte del feix d'electrons pot provocar la degradació dels polímers, trencar cadenes i, per tant, reduir el pes molecular. Els efectes obtingut al trencar cadenes observats en el politetrafluoroetilè (PTFE) s'han utilitzat per crear micro-pors fins i tot a partir de ferralla o materials de rebuig.
L'escissió de la cadena és la separació de les cadenes moleculars per produir les subunitats moleculars volgudes. El processament de raigs d'electrons proporciona escissió de cadenes sense l'ús de productes químics durs que s'utilitzen generalment per iniciar l'escissió de les cadenes.
Un exemple d'aquest procés és el desglossament de fibres de cel·lulosa extretes de la fusta per tal d'escurçar les molècules, produint així una matèria primera que després es pot utilitzar per produir detergents biodegradables i substituts d'aliments dietètics.
El "tefló" (PTFE) també es processa amb raig d'electrons, tècnica que permet produir una pols fina per utilitzar-lo en tintes i com a recobriments per a la indústria de l'automòbil.

## Esterilització microbiològica
El processament de feixos d'electrons té la capacitat de trencar les cadenes d'ADN en organismes vius, com els bacteris, provocant la mort microbiana i convertint l'espai en el qual habiten. El processament de feixos electrònics s'ha utilitzat per a l'esterilització de productes mèdics i materials d'embalatge asèptics per a aliments, així com per a la desinfecció, l'eliminació d'insectes vius del gra, el tabac i altres cultius a granel no processats.
L'esterilització amb electrons té avantatges importants respecte a altres mètodes d'esterilització que s'utilitzen actualment. El procés és ràpid, fiable i compatible amb la majoria de materials i no requereix cap quarantena després del processament. Per a alguns materials i productes sensibles als efectes oxidatius, els nivells de tolerància a la radiació per a la irradiació de feixos d'electrons poden ser lleugerament superiors als de l'exposició gamma. Això es deu a les taxes de dosis més elevades i als temps d'exposició més baixos d'irradiació del feix electrònic, que s'han demostrat que redueixen els efectes degradatius de l'oxigen.